# Pavel Procházka (kněz)
A.R.D. Pavel Procházka (* 25. června 1956 Brno) je český římskokatolický kněz. Po sedm let byl národním ředitelem pro pastoraci Romů. Od listopadu 2003 působí jako administrátor farnosti – arciděkanství ve Šluknově. Dne 1. února 2011 byl jmenován osobním arciděkanem, ve Šluknově prvním od komunistického převratu v roce 1948.

## Život

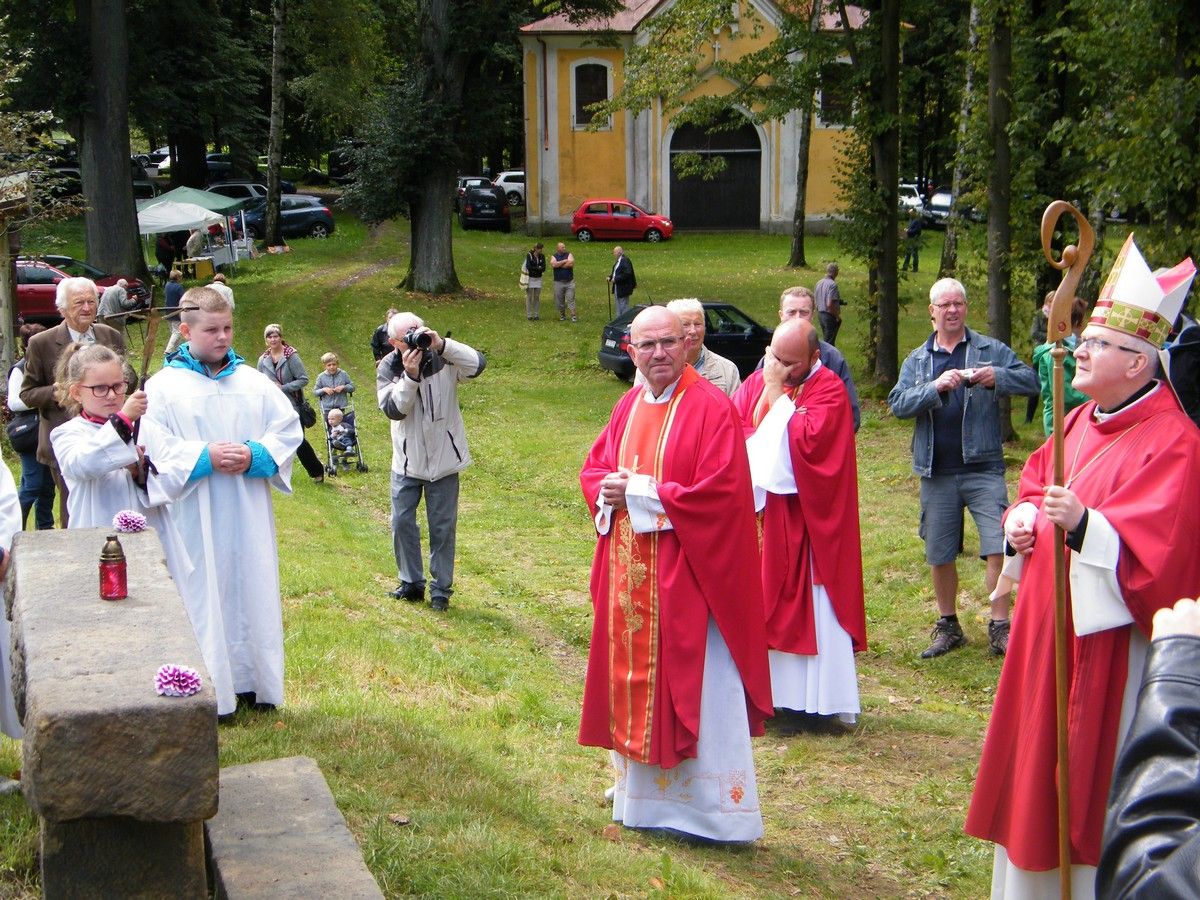
Pavel Procházka (uprostřed) při žehnání křížové cesty na Anenském vrchu (2. září 2017)

Po maturitě na Střední zemědělské technické škole (SZTŠ) v Ivančicích studoval od roku 1975 na bohoslovecké fakultě v Litoměřicích. Po absolvování dvouleté vojenské služby byl v roce 1982 v Brně vysvěcen na kněze. Poté pracoval v několika farnostech brněnské diecéze.
Jeho prvním působištěm se stal Drnholec na Břeclavsku, kde v roce 1989 společně s farníky zakládal Občanské fórum, k dalším patřila např. Jihlava. Poté se však vydal na tříměsíční misijní cestu mezi chudé Indiány do Brazílie. Rok studoval v Itálii. Později byl vyslán do Jarovnic na Prešovsku, kde žije velká romská komunita.
V letech 1995 až 2003 byl administrátorem farnosti v Děčíně, kde se stal národním ředitelem pro pastoraci Romů. Po povodních v 90. letech pomáhal v romských osadách lidem, kteří zůstali bez přístřeší.
V listopadu 2003 se stal administrátorem farnosti – arciděkanství Šluknov a administrátorem excurrendo farností Království, Velký Šenov a Fukov. Od března 2013 excurrendo spravuje také farnost Lipová.
| „                 | I když je člověk zklamaný a dezorientovaný, musí stále věřit, že současná situace není náhoda ani chyba, ale Boží záměr. | “ |
| — Pavel Procházka | |   |